# Pierre-Alexis Rolland
Pierre-Alexis Rolland  (Ottignies, 8 mei 1991) is een Belgische golfer. 

## Levensloop
Rolland studeert sinds 2009 in de Verenigde Staten aan de Lamar-universiteit en speelt college golf voor de Cardinals. Hij speelde het Europees - en Brits Amateur en heeft al twee toernooien op de Europese PGA Tour gespeeld (Portugees Open 2008, 2009). In 2010 eindigde hij op de 52ste plaats bij de Telenet Trophy.
In 2012 won hij de King's Prize op Royal Waterloo Golf Club en werd hij 3de bij de Grand Prix AFG op de Golf du Château de la Bawette.

### Gewonnen
- 2012: King's Prize,

### Teams
- European Amateur Team Championship